# Cantonul Neufchâtel-sur-Aisne
Cantonul Neufchâtel-sur-Aisne este un canton din arondismentul Laon, departamentul Aisne, regiunea Picardia, Franța.

## Comune
- Aguilcourt
- Amifontaine
- Berry-au-Bac
- Bertricourt
- Bouffignereux
- Chaudardes
- Concevreux
- Condé-sur-Suippe
- Évergnicourt
- Gernicourt
- Guignicourt
- Guyencourt
- Juvincourt-et-Damary
- Lor
- Maizy
- La Malmaison
- Menneville
- Meurival
- Muscourt
- Neufchâtel-sur-Aisne (reședință)
- Orainville
- Pignicourt
- Pontavert
- Prouvais
- Proviseux-et-Plesnoy
- Roucy
- Variscourt
- La Ville-aux-Bois-lès-Pontavert